# Costa Rica aux Jeux olympiques d'été de 2000
Le Costa Rica participe aux Jeux olympiques d'été de 2000 à Sydney. Sa délégation est composée de 7 athlètes répartis dans 5 sports et son porte-drapeau est la triathlète Karina Fernández. Au terme des Olympiades, la nation se classe 69e ex æquo avec le Portugal avec 2 médailles de bronze chacun.

## Nombre d'athlètes qualifiés par sport
Voici la liste des qualifiés et sélectionnés Costariciens par sport (remplaçants compris) :
| Sport      | Hommes | Femmes | Total |
| ---------- | ------ | ------ | ----- |
| Athlétisme | 1      | 0      | 1     |
| Cyclisme   | 1      | 0      | 1     |

## Liste des médaillés costariciens

### Médailles d'or
Aucun athlète costaricien ne remporte de médaille d'or durant ces JO.

### Médailles d'argent
Aucun athlète costaricien ne remporte de médaille d'argent durant ces JO.

### Médailles de bronze
| Sport                   | Discipline           | Sportifs     | Performance |
| ----------------------- | -------------------- | ------------ | ----------- |
| Médailles de bronze : 2 |                      |              |             |
| Natation                | 200 m nage libre (F) | Claudia Poll |             |
| Natation                | 400 m nage libre (F) | Claudia Poll |             |

## Athlétisme

### Hommes
| Athlète           | Épreuve  | Séries      | Séries      | Quarts de finale | Quarts de finale | Demi-finales | Demi-finales | Finale          | Finale |
| Athlète           | Épreuve  | Temps       | Rang        | Temps            | Rang             | Temps        | Rang         | Temps           | Rang   |
| ----------------- | -------- | ----------- | ----------- | ---------------- | ---------------- | ------------ | ------------ | --------------- | ------ |
| José Louis Molina | Marathon | Non disputé | Non disputé | Non disputé      | Non disputé      | Non disputé  | Non disputé  | 2 h 20 min 37 s | 39e    |

## Cyclisme

### BMX

#### Hommes
| Athlète             | Compétition   | Temps              | Rang |
| ------------------- | ------------- | ------------------ | ---- |
| José Adrián Bonilla | Cross-country | 2 h 30 min 03 s 12 | 33e  |